# Радевич, Виталий Владимирович
Виталий Владимирович Радевич (укр. Віталій Володимирович Радевич; род. 13 ноября 1997, Львов, Украина) — украинский мини-футболист, защитник клуба «Ураган» и сборной Украины. Участник чемпионата Европы по мини-футболу 2022 года. Мастер спорта Украины.

## Биография
Родился 13 ноября 1997 года во Львове. Воспитанник ДЮСШ «Энергия». Выступал за «Львовгаз» и «Интерюниор». В 2013 году перешёл в стан луганского ЛТК, где играл за вторую команду. С 2014 по 2019 год являлся игроком львовской «Энергии», за которую провёл более ста официальных игр. В 2015 и 2018 годах выступал за любительский футбольный клуб «Феникс-Стефано» в чемпионате Львовской области.
Летом 2019 года перешёл в иванофранковский «Ураган».
Играл за молодёжную и студенческую сборные Украины. В составе сборной Украины выступает на чемпионате Европы по мини-футболу 2022 года.

## Достижения
- Чемпион Украины: 2015/16
- Серебряный призёр чемпионата Украины: 2016/17, 2017/18
- Бронзовый призёр чемпионата Украины: 2014/15
- Обладатель Кубка Украины: 2017/18
- Обладатель Суперкубка Украины (2): 2018, 2019
- Лучший молодой игрок чемпионата Украины (2): 2016/17, 2017/18
- Участник матча всех звёзд чемпионата Украины: 2018